# Ivica Kovačević (političar)
Ivica Kovačević  (Gospić, 12. lipnja 1873. – Zagreb, 18. siječnja 1953.), bio je hrvatski odvjetnik, pisac i političar. Rodom je iz Smiljana. Obnašao je dužnost ministra šuma i ruda Kraljevine SHS.

## Životopis
Rodio se je u Gospiću. U rodnom je gradu završio gimnaziju. U zagrebu je doktorirao pravo i zaposlio se kao sudački zamjenik u Svetom Ivanu Žabnom. Do 1910. obnašao dužnost pristava u kotarskim sudovima u Stubici dvije godine, pa dvije godine u Karlovcu, Zagrebu 1908. i 1910. – 11. u Svetom Ivanu Zelini. U istom je mjestu 1912. imenovan kotarskim sudcem. Tu je dužnost obnašao u Kostajnici od 1913. do 1917. godine. Od 1918. opet je u Svetom Ivanu Zelini kao odvjetnik a od 1920. odvjetnik u Zagrebu. Bio je vijećnik Stola sedmorice i umirovljen je dok je bio na tom položaju.
Pripadao je milinovcima (Starčevićevoj stranci prava). Kao član te stranke zastupao je zelinski kotar u Hrvatskom saboru 1918. godine.
2. i 3. ožujka 1918. nazočio je na Zagrebačkom sastanku na kojoj su nazočni donijeli internu deklaraciju na kojoj se pozvalo koncentrirati političke skupina koje traže "narodnu neovisnost" Srba, Hrvata i Slovenaca u Monarhiji.
Travnja iste godine bio je u Pragu zajedno sa zubarom Antom Pavelićem, Stjepanom Radićem, Dragutinom Hrvojem i Srđanom Budisavljevićem gdje je nazočio zboru potpore T. G. Masaryku i slavenskoj uzajamnosti. Bio je među zastupnicima koji su lipnju 1918. zahtijevali uključivanje Sabora u rješavanje "hrvatskoga, dotično jugoslavenskoga pitanja" (na temelju "prava narodnoga samoodređenja"). Listopada 1918. s tom je skupinom predložio raskid svih državnopravnih odnosa s Austrijom i Ugarskom te priznanje vrhovne vlasti NV SHS.
Bio je članom Narodnog vijeća Slovenaca, Hrvata i Srba koji su prvi pristupili na prvi zbor 5. i 6. listopada 1918. godine.
God. 1919. imenovan je u Privremeno narodno predstavništvo. U tome je predstavništvu djelovao kao član Narodnoga kluba i Hrvatske zajednice. Došao je do visokih položaja u novoj državi. Već 1920. postao je ministar šuma i ruda u vladama S. Protića i M. Vesnića. Na izborima za Ustavotvornu skupštinu bio je nositelj stranačke liste za Ličko-krbavsku županiju. Poslije 1924. okolnosti pokazuju da se je povukao iz javnoga političkoga života. Kao odvjetnik 1925. je godine zastupao je uhićenoga Stjepana Radića. Od 1936. do 1945. predsjedavao je Društvom Ličana (od 1939. Društva Ličana Hrvata) u Zagrebu. Politički se je reaktivirao 1942. godine. Tad se je odazvao pozivu u obnovljeni Hrvatski državni sabor u NDH. Nije oportuno šutio, nego je kritizirao ograničenost saborskih ovlasti a time neizravno i praksu ustaškoga poretka.
Pisao je pripovijetke i crtice o ličkom selu. Književni uradci bili su mu pretežno humoristične i autobiografske naravi. Objavio je članke u nizu periodičnih izdanja kao što su Dom i sviet, Lički humoristi, Lički kalendar, Hrvatu, Banovcu, kalendaru Prijatelju naroda, Hrvatskoj i drugima.
Potomak je kneza vinjeračkog Dujma Kovačevića, koji je s rodonačelnikom uglednog plemićkog roda Rukavina Vidovgradskih Jerkom Rukavinom poveo 1683. u seobu Hrvate u Bag, a 1686. u Liku. Kovačević se smjestio u Smiljan, a Ivica Kovačević potječe od te obitelji.